# Huli, Bar
Huli (în ucraineană Гулі) este localitatea de reședință a comunei Huli din raionul Bar, regiunea Vinnița, Ucraina.

## Demografie
Componența lingvistică a localității Huli
     Ucraineană (98,72%)
     Alte limbi (1,27%)
Conform recensământului din 2001, majoritatea populației localității Huli era vorbitoare de ucraineană (98,72%), existând în minoritate și vorbitori de alte limbi.